# Eugenio Coronado
Eugenio Coronado Miralles (Valencia, 1959) es un químico y físico español especializado en nuevos materiales con propiedades eléctricas, magnéticas y ópticas.

## Biografía
Es doctor en Ciencias Químicas por la Universidad de Valencia, donde es catedrático desde 1993, y doctor en Ciencias Físicas por la Université Louis Pasteur (ULP) - Strasbourg I. Es director del Instituto de Ciencia Molecular en la Universidad de Valencia desde su apertura.

## Investigación
Las líneas de investigación de Eugenio Coronado son:
- Diseño, síntesis, caracterización y modelización de moléculas y materiales de interés en magnetismo molecular y otras nanotecnologías: Materiales magnéticos moleculares, nanoimanes unimoleculares, conductores y superconductores moleculares, materiales moleculares multifuncionales.
- Procesado de estas moléculas como películas de Langmuir-Blodgett, monocapas autoensambladas, multicapas magnéticas, películas delgadas de polímeros conductores, nanopartículas, etc.
- Diseño de moléculas y materiales de interés en electrónica molecular: dispositivos basados en moléculas y polímeros emisores de luz (OLEDs), células solares orgánicas entre otros muchos.[1]

### Proyectos Europeos
- 2010 - Financiación del Consejo Europeo de Investigación para el proyecto Magnetic Molecules and Hybrid Materials for Molecular Spintronics[3]

## Premios y distinciones
- 1997 - Premio Nacional de Investigación Científico-Técnica Rey Juan Carlos I
- 2003 - Cátedra Van Arkel de la Universidad de Leiden
- 2003 - Premio Rey Jaime I de Nuevas Tecnologías[4]
- 2004 - Fellow de la Royal Society of Chemistry
- 2009 - Premio Nacional de Investigación, área de Ciencias Físicas, Materiales y de la Tierra, otorgados por el Ministerio de Ciencia e Innovación
- 2010 - Miembro de la Real Academia de Ciencias Exactas, Físicas y Naturales